# Companhia de Navegação Baiana
A Companhia de Navegação Baiana (CNB), fundada Companhia de Navegação Bahiana, foi uma empresa brasileira de transporte marítimo sediada em Salvador, pioneira em navegação a vapor no país. Surgiu em 1853 como fusão entre a Companhia Bonfim, fundada em 1847, e a Companhia Santa Cruz, fundada em 1852, ambas sucessoras de uma tradição de navegação a vapor por iniciativa privada e estímulo estatal que datava ainda de 1819. Foi gerida pelo Lloyd Brasileiro entre 1891 e o início do século XX. A falta de investimentos e o crescimento do transporte rodoviário do Brasil, de forma que hoje se limita ao serviço de balsas.